# Myrcia neoelegans
Espèce
Classification phylogénétique
Synonymes
Calyptranthes elegans Krug, Bot. Jahrb. Syst. 19: 599 (1895).

Myrcia neoelegans, appelée bashy guava en anglais, est une espèce de plantes à fleurs de la famille des Myrtaceae. C'est un arbuste ou un petit arbre originaire des Îles du Vent dans les Antilles.

## Taxonomie
Selon Plants of the World Online, Calyptranthes elegans est un synonyme de Myrcia neoelegans.

## Publication originale
- K.Campbell & K.Samra Phytotaxa 406: 150 (2019).